# Jim Dickinson
Pour les articles homonymes, voir Dickinson.
James Luther Dickinson, dit Jim Dickinson (né le 15 novembre 1941 à Little Rock, dans l'Arkansas et mort le 15 août 2009) est un musicien et producteur américain.

## Biographie
Jim Dickinson est le père de Luther et Cody Dickinson, musiciens du groupe North Mississippi Allstars

## Discographie

### Disques personnels
- 1972 : Dixie Fried (Atlantic)
- 1979 : Beale Street Saturday Night (Memphis Development)
- 1997 : A thousand footprints in the sand live at Slims 14 juin 1992 (Last Call Records) avec Chuck Prophet

### Participations
- 1982 : musique de Ry Cooder du film Police frontière de Tony Richardson (Geffen Records) The Border
- 1985 : musique de Ry Cooder du film Alamo Bay de Louis Malle (Slash Records)
- 1992 : Soldier (New Rose) de Calvin Russell avec Luther et Jim Dickinson

### North Mississippi All Stars
- 2000 : Shake hands with shorty (Tone-Cool Records) produit par Jim Dickinson
- 2001 : 51 Phantom (Tone-Cool Records) produit par Jim Dickinson
- 2004 : Polaris (Tone-Cool Records) avec Jim Dickinson et Noel Gallagher
- 2005 : Hill Country Revue (live at Bonnaroo) (Tone-Cool Records) avec Jim Dickinson et R. L. Burnside